# Přebor Jihomoravského kraje 2022/2023
V soubojích 63. ročníku Přeboru Jihomoravského kraje 2022/23 (jedna ze skupin 5. fotbalové ligy) se utkalo 16 týmů každý s každým dvoukolovým systémem podzim–jaro. Tento ročník začal v pátek 12. srpna 2022 úvodním duelem předehrávaného 2. kola, v němž domácí FC Dosta Bystrc-Kníničky podlehla Tatranu Rousínov 0:1 (poločas 0:0) a skončil v sobotu 17. června 2023 zbývajícími pěti zápasy 29. kola.

## Nové týmy v sezoně 2022/23
- Z Divize D 2021/22 nesestoupilo do Jihomoravského krajského přeboru žádné mužstvo.
- Ze skupin I. A třídy Jihomoravského kraje 2021/22 postoupila mužstva FK Kunštát (vítěz skupiny A)[3] a TJ Moravan Lednice (vítěz skupiny B).[4]

## Nejlepší střelec
Nejlepším střelcem ročníku se stal Jindřich Stehlík ml. z FC Sparta Brno, který vstřelil 25 branek ve 30 startech.

## Konečná tabulka
| Poř. | Tým                      | Z  | V  | R  | P  | VG | OG | B  |
| ---- | ------------------------ | -- | -- | -- | -- | -- | -- | -- |
| 1.   | SK Líšeň „B“             | 30 | 20 | 6  | 4  | 82 | 30 | 66 |
| 2.   | FC Kuřim                 | 30 | 16 | 9  | 5  | 59 | 30 | 57 |
| 3.   | FC Boskovice             | 30 | 14 | 9  | 7  | 57 | 34 | 51 |
| 4.   | FC Sparta Brno           | 30 | 16 | 2  | 12 | 66 | 46 | 50 |
| 5.   | FC Dosta Bystrc-Kníničky | 30 | 14 | 8  | 8  | 44 | 29 | 50 |
| 6.   | FK Kunštát (N)           | 30 | 13 | 8  | 9  | 57 | 46 | 47 |
| 7.   | SK Krumvíř               | 30 | 14 | 5  | 11 | 53 | 46 | 47 |
| 8.   | FC Svratka Brno          | 30 | 12 | 7  | 11 | 55 | 62 | 43 |
| 9.   | SK Moravská Slavia Brno  | 30 | 10 | 10 | 10 | 44 | 33 | 40 |
| 10.  | TJ Tatran Rousínov       | 30 | 10 | 7  | 13 | 50 | 51 | 37 |
| 11.  | FK Baník Ratíškovice     | 30 | 10 | 4  | 16 | 45 | 65 | 34 |
| 12.  | SK Olympia Ráječko       | 30 | 9  | 5  | 16 | 41 | 54 | 32 |
| 13.  | FK Mutěnice              | 30 | 8  | 8  | 14 | 32 | 56 | 32 |
| 14.  | TJ Moravan Lednice (N)   | 30 | 7  | 10 | 13 | 34 | 49 | 31 |
| 15.  | FK SK Bosonohy           | 30 | 7  | 4  | 19 | 29 | 63 | 25 |
| 16.  | FC Ivančice              | 30 | 5  | 8  | 17 | 34 | 88 | 23 |

Poznámky:
- Z – Odehrané zápasy; V – Vítězství; R – Remízy; P – Prohry; VG – Vstřelené góly; OG – Obdržené góly; B – Body; (S) – Mužstvo sestoupivší z vyšší soutěže; (N) – Mužstvo postoupivší z nižší soutěže (nováček)
- O pořadí na 4. a 5. místě rozhodl vyšší rozdíl celkového skóre Sparty Brno, bilance vzájemných zápasů byla vyrovnaná: Sparta Brno – Bystrc-Kníničky 3:2, Bystrc-Kníničky – Sparta Brno 1:0[2]
- O pořadí na 6. a 7. místě rozhodl vyšší rozdíl celkového skóre Kunštátu, bilance vzájemných zápasů byla vyrovnaná: Kunštát – Krumvíř 2:0, Krumvíř – Kunštát 2:0[2]
- O pořadí na 12. a 13. místě rozhodla bilance vzájemných zápasů: Ráječko – Mutěnice 2:1, Mutěnice – Ráječko 1:4[2]

|  | Postup do Divize D 2022/23                                |
|  | Sestup do I. A třídy Jihomoravského kraje – sk. A 2023/24 |